# حزب الموقد
حزب الموقد (بالتركية: Ocak Partisi) هو حزب سياسي تركي أسسه قادر كانبولات في 2 يونيو 2023.

## تاريخ
تم الإعلان عن تأسيس حزب الموقد، الذي تم تأسيسه كجناح سياسي للمواقد العثمانية، في قبر أرطغرل في منطقة سوغوت في بيليجيك في 2 يونيو 2023.يجمع حزب الموقد بين القومية التركية والقومية التركية والإسلاموية في أيديولوجيته.دعم حزب الموقد بشدة رجب طيب أردوغان. الهدف من حزب الموقد هو جعل جمهورية تركيا تتقدم مع الاستمرار في تذكر ماضيها العثماني والحفاظ عليه. يعجب حزب الموقد بمصطفى كمال أتاتورك وينظر إليه على أنه منقذ الأتراك بدلا من حل الإمبراطورية العثمانية.صرح كانبولات أيضا "لدينا يمينيون ويساريون وعلويون ومواطنون سنون يحبون الإمبراطورية العثمانية حقا، ولكن الجمهورية هي أيضا قيمتنا".
اخترع كادير كانبولات أيضا رمزا يدويا للحفلة، وقال "هذه هي علامتنا المقدسة. هذا الوجود والنزاهة هو رمز للجمع بين الجميع. استخدم حضرة عبد الحميد هان هذه العلامة أيضا، كما استخدم غازي مصطفى كمال أتاتورك هذه العلامة. نحن في الطريق وتحت تصرف هذه العلامة."